# Gare de Birmingham (Alabama)
La gare de Birmingham  est une gare ferroviaire des États-Unis, située sur le territoire de la ville de Birmingham, dans l'État de l'Alabama.

## Histoire
Elle a été construite en 1960.

## Service des voyageurs

### Desserte
Elle est desservie par des liaisons longue-distance Amtrak:
- Le Crescent: La Nouvelle-Orléans (Louisiane) - New York (New York)
- Le Floridian: Chicago (Illinois) - Miami (Floride)